# Danijel Stanic

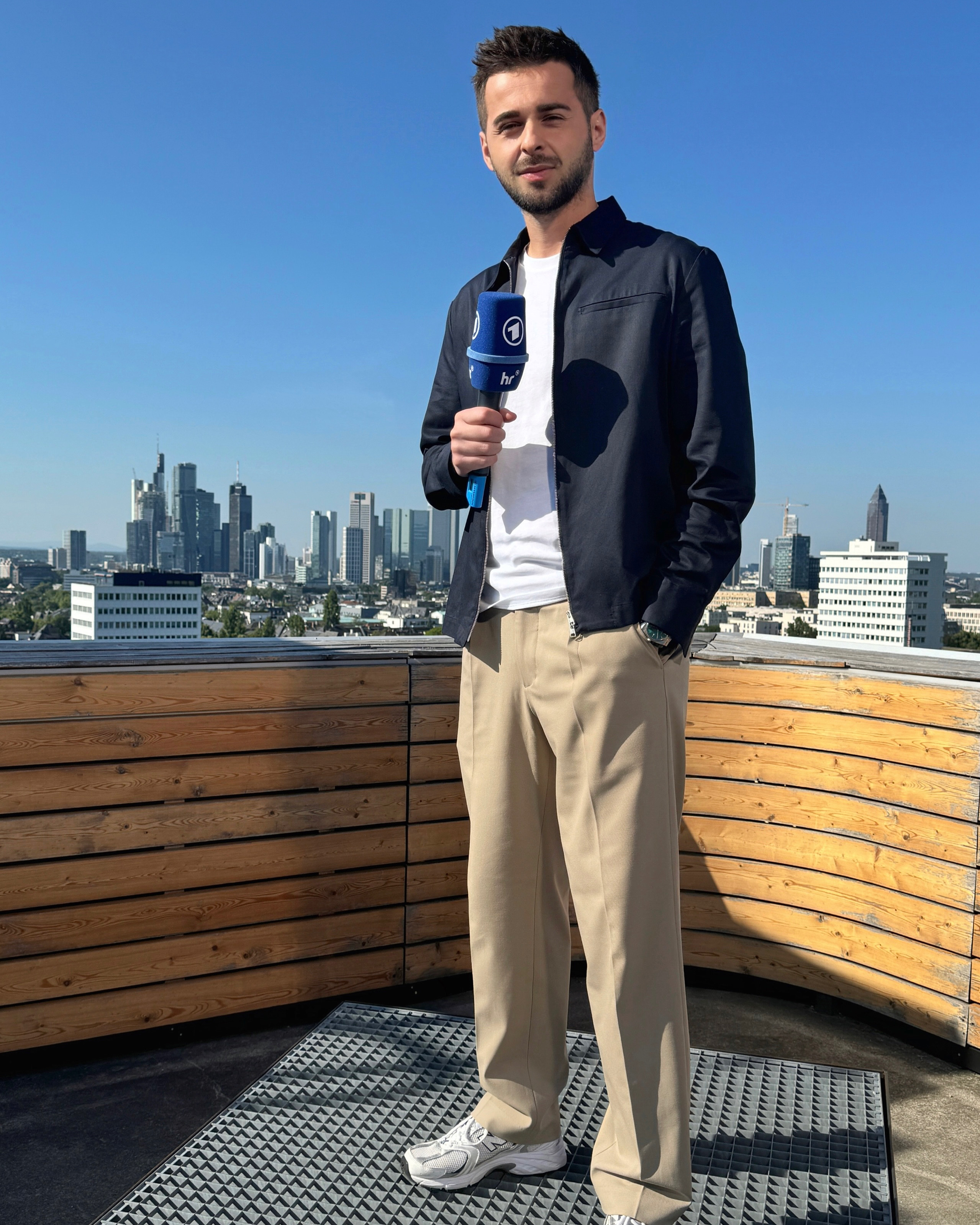
Danijel Stanic (2024)

Danijel Stanic (* 1987 in Doboj, SFR Jugoslawien) ist ein deutscher Fernsehmoderator und Journalist. Bekannt wurde er insbesondere durch seine Arbeit als Wettermoderator im ARD-Mittagsmagazin, bei tagesschau24 sowie durch die Sendungen alle wetter! und hessenschauwetter im Hessischen Rundfunk. Stanic engagiert sich zudem als Botschafter für das Kinderhospiz Sterntaler.

## Leben und Karriere
Stanic wurde 1987 in Doboj geboren und kam im Alter von sechs Jahren nach Deutschland. Er lebt in Frankfurt am Main. Seine mediale Laufbahn begann er als Reporter und Moderator beim Hessischen Rundfunk. Einem größeren Publikum wurde er durch seine regelmäßigen Wetterpräsentationen im ARD-Mittagsmagazin bekannt.
Neben dieser Tätigkeit war er unter anderem in Formaten wie 7 Tage… (ARD-Mediathek) und der Dokumentation Travel like a local – Kroatien zu sehen, in der er sein Heimatland aus der Perspektive eines Einheimischen vorstellt.
Im Rahmen seiner journalistischen Arbeit beteiligte er sich auch an Produktionen wie ARD History: Zeitenwende – Zurück zum Kalten Krieg? und wurde als TV-Gesicht für Projekte wie Mixtalk oder Meine Ausbildung – Du führst Regie eingesetzt.
Ein Artikel in der Welt bezeichnete ihn als „Hintermann von Heidi Klum“, bezugnehmend auf seine Tätigkeit in der Fernsehproduktion.

## Engagement
Stanic setzt sich für Diversität und gegen Rassismus ein. In einem Beitrag der Abendzeitung München schilderte er persönliche Erfahrungen mit Alltagsrassismus und betonte die Notwendigkeit gesellschaftlicher Sensibilisierung. Zudem ist er Botschafter des Kinderhospiz Sterntaler in Mannheim, wo er sich für schwerstkranke Kinder und deren Familien engagiert.

## Fernsehsendungen (Auswahl)
- ARD-Mittagsmagazin – Wettermoderation
- alle wetter! (HR)
- hessenschauwetter (HR)
- 7 Tage… (ARD-Mediathek)
- Travel like a local – Kroatien (HR)
- ARD History: Zeitenwende – Zurück zum Kalten Krieg?
- Mixtalk (SWR)
- Meine Ausbildung – Du führst Regie (HR)